# Memória e História em Utopia e Barbárie
Utopia e Barbárie é um documentário lançado em 2005 pelo documentarista brasileiro Silvio Tendler. Ela aborda e interpreta os cinquenta anos que precederam o início do século XXI: o pós-Segunda Guerra Mundial, os movimentos de contracultura, as lutas pela independência das antigas colônias africanas e asiáticas, as ditaduras militares na América Latina, a Guerra do Vietnã e as outras invasões e guerras que ocorreram neste período .
Uma segunda edição ampliada do documentário foi lançada em 2009  .

## Prêmios
- Margarida de Prata – CNBB (2005)
- Jornada Internacional de Cinema da Bahia (2005) - Prêmio especial do júri